# 2693 Yan’an
A 2693 Yan'an (ideiglenes jelöléssel 1977 VM1) a Naprendszer kisbolygóövében található aszteroida. A Bíbor-hegyi Obszervatórium fedezte fel 1977. november 3-án.